# Spitzingsee (Ort)

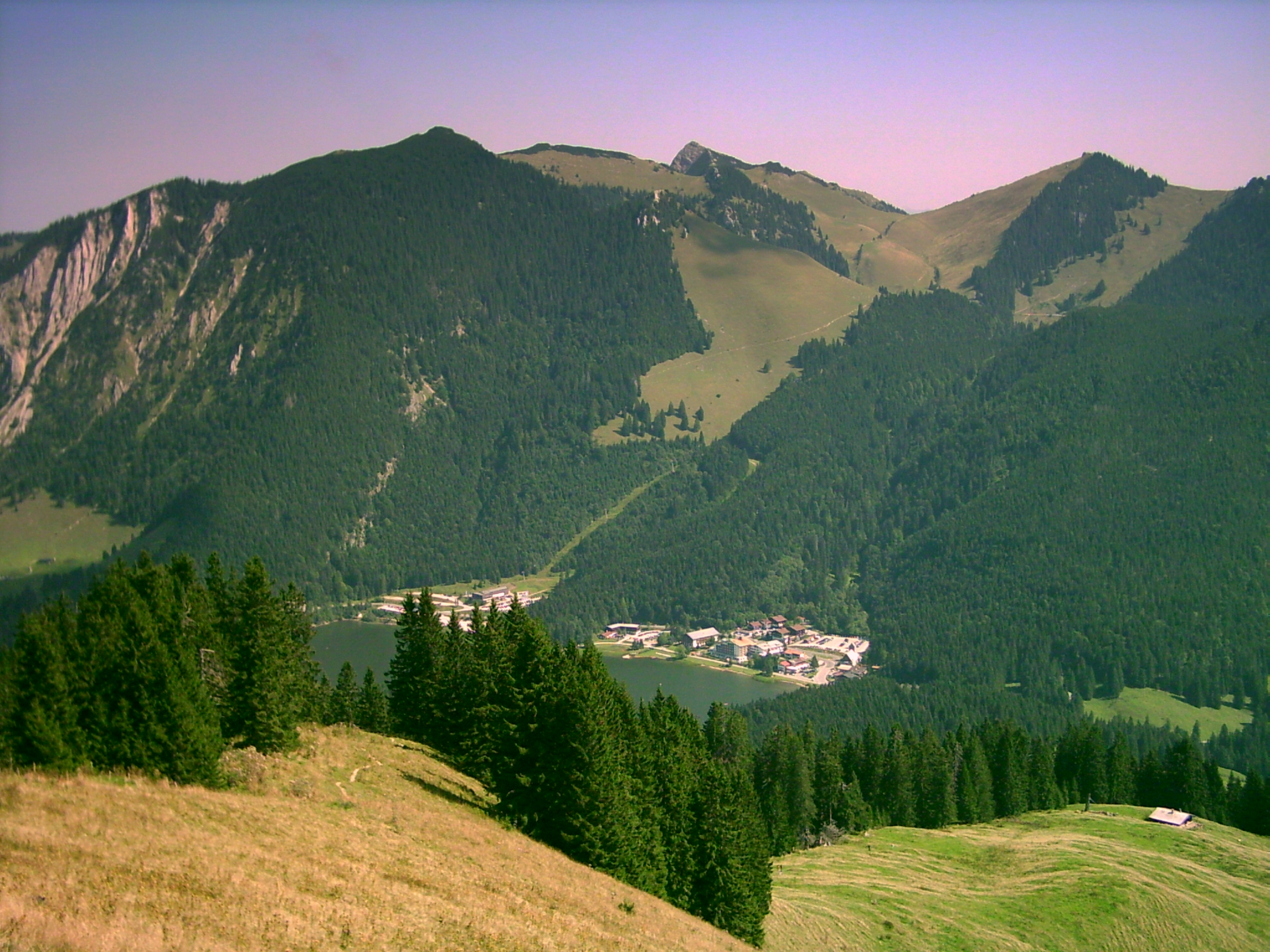
Teilansicht des Spitzingsees und der gleichnamigen Ortschaft vom Rosskopf gesehen

Spitzingsee ist ein Kirchdorf in Oberbayern am Ostufer des Spitzingsees. Der Ort ist ein Gemeindeteil des nördlich gelegenen Marktes Schliersee im Süden des Landkreises Miesbach in Bayern.

## Geographie
Der Hauptteil des Ortes liegt auf einer Höhe von 1091 Metern Höhe über dem Meeresspiegel und hat etwa 200 Einwohner.
Zu diesem Gemeindeteil gehören mehrere Almen (z. B. Firstalm), Berghütten und das Skigebiet Spitzingsee inkl. zahlreicher Aufstiegshilfen (z. B. Stümpflingbahn, Taubensteinbahn).

## Geschichte
In den Amtlichen Ortsverzeichnissen für Bayern wird der Ort erstmals in der Ausgabe von 1952 erwähnt und zwar zum Stichtag der Volkszählung am 13. September 1950 mit fünf Wohngebäuden und 132 Einwohnern. Im Positionsblatt 841 vom Jahr 1949 sind abweichend zur Ausgabe von 1944 außer  den an der Südostspitze des Sees gelegenen Diensthütte und Wurzhütte nun nördlich davon am Ostufer größere Gebäude dargestellt, im Süden des Sees sind Finanzschule und Polizeiheim samt Zufahrt dargestellt und südlich der Münchner Hütte ist eine Sprungschanze verzeichnet. In der Karte von 1954 wird der Straßenneubau am Ostufer dargestellt, einschließlich des Tunnels durch den Felssporn in der Mitte des Ostufers. Bei der Volkszählung 1961 wurden 197 Einwohner in 33 Wohngebäuden festgestellt, bei der Volkszählung 1970 waren es 185 Einwohner. Der Einwohnerstand 1987 war 201 in 38 Wohngebäuden.

## Verkehr

### Buslinien
9560 Saisonbus: Spitzingsee – Valepp – Monialm – Enterrottach – Rottach-Egern – Tegernsee (Der Abschnitt Spitzingsee – Monialm wird nur von Mitte Mai bis Mitte Oktober bedient)

9562 Regionalbus: Spitzingsee – Neuhaus – Schliersee

### Seilbahnen
StB Stümpflingbahn

TsB Taubensteinbahn

SuB Suttenbahn

### Straßen
- Staatsstraße 2077 Spitzingsee – Spitzingsattel – Neuhaus
- Spitzingsee – Valepp (gesperrt)